# Okwui Okpokwasili
Okwui Okpokwasili (/ˈoʊkwi oʊkˈpoʊkwəsɪli/; nacida el 6 de agosto de 1972) es una artista, intérprete, coreógrafa y escritora nigeriana-estadounidense. Sus actuaciones multidisciplinarias se basan en su formación en teatro, y describe su trabajo como "la intersección del teatro, la danza y la instalación". Varias de sus obras se relacionan con eventos históricos en Nigeria. Está especialmente interesada en la memoria cultural e histórica y en cómo la imaginación occidental percibe los cuerpos africanos.

## Primeros años
Okpokwasili nació el 6 de agosto de 1972 en el Bronx, Nueva York, hija de inmigrantes nigerianos Igbo que se mudaron a los Estados Unidos para escapar de la Guerra Civil nigeriana a finales de la década de 1960. Asistió a la Universidad Yale, donde conoció al cineasta Andrew Rossi, quien realizó un documental sobre su pieza Bronx Gothic.

## Carrera
Okpokwasili se ha convertido en una figura clave en la escena de danza experimental de Nueva York. Es conocida por varias actuaciones unipersonales y por sus frecuentes colaboraciones con Ralph Lemon y Peter Born, su marido. Born a menudo dirige y diseña la iluminación y la puesta en escena de las actuaciones de Okpokwasili.
También es conocida por su papel en el vídeo musical del álbum 4:44 de Jay-Z creado por TNEG, una compañía de producción fundada por Arthur Jafa.
En abril de 2017, actuó en el Mass MOCA, respondiendo al trabajo de instalación masivo de Nick Cave Until con una danza específica para el sitio. La actuación fue copatrocinada por Jacob's Pillow Dance; el coreógrafo Bill T. Jones actuó antes en la serie de artistas que respondieron a la instalación de Cave.
Interpretó el papel de KK en la película de Josephine Decker de 2018, Madeline's Madeline.
En un papel teatral, Okpokwasili interpretó el papel de Hipólita en la producción de Julie Taymor de 2013 de El sueño de una noche de verano de William Shakespeare.
En 2023, Okpokwasili protagonizó Exorcist: Believer junto a Leslie Odom, Jr.

## Obras

### Pent Up: A Revenge Dance
Esta fue su primera pieza colaborativa con su esposo Born. Ganó un premio de danza de Nueva York en 2010 y un Bessie Award en 2009 por producción destacada. Centrada en una madre y su hija, la obra considera los choques culturales y generacionales.

### Bronx Gothic
En esta actuación semiautobiográfica unipersonal de 90 minutos que también coreografió, Okpokwasili interpreta a dos jóvenes negras que hablan sobre crecer, sentirse vulnerables y descubrir la sexualidad. Mientras el público entra, ella ya está en el escenario y tiembla en un vestido oscuro. Finalmente, comienza a recitar el diálogo de las dos chicas en conversación.
La obra es objeto de un documental de Andrew Rossi que comparte el título de la obra performática. La película ilumina el proceso de creación de la obra; incluye clips de Okpokwasili respondiendo preguntas de la audiencia cuando visitó la pieza y conversaciones sinceras con su esposo sobre la raza; y presenta a sus padres y su reacción a su arte. El crítico cultural Hilton Als elogió esta pieza en una reseña de 2017 de Poor People's TV Room. La pieza fue encargada por Danspace Project y Performance Space 122 en 2014.

### when I return who will receive me
Esta actuación grupal en la que participaron siete artistas femeninas cantando, hablando y bailando se representó en la revista underground de Fort Jay en Governors Island en julio de 2016 como parte del Festival River to River. Esta performance incluyó fragmentos de investigación sobre la historia nigeriana en relación con los cuerpos de las mujeres que se utilizaron para desarrollar Poor People's TV Room. Durante las dos horas que duró la performance, al público se le permitió moverse por el espacio de la caverna militar, mientras que los intérpretes se movían por los espacios de la instalación. La obra fue encargada por el Consejo Cultural del Bajo Manhattan.

### Poor People's TV Room
Este trabajo analiza el tema de los movimientos de resistencia de las mujeres en Nigeria, específicamente la Guerra de las Mujeres en 1929, cuando el país estaba bajo el dominio británico, y el secuestro de 300 colegialas en 2014 por Boko Haram. Como parte de este proyecto, Okpokwasili también investigó la industria cinematográfica en Nigeria, conocida como Nollywood, considerando las representaciones de las mujeres en un cine donde se cruzan las culturas africanas y occidentales.
En una entrevista con Jenn Joy para la revista Bomb, Okpokwasili afirmó que la pieza "trata sobre una ausencia crítica que siento cuando ocurre una tragedia, como el secuestro de niñas por parte de Boko Haram y la Guerra de las Mujeres en Nigeria. Mi trabajo no trata explícitamente sobre las increíbles mujeres del norte de Nigeria que se unieron para avergonzar a su gobierno y obligarlo a hacer algo para recuperar a esas 300 niñas secuestradas. Las mujeres africanas no son sólo víctimas de los colonizadores y de los gobiernos opresores o corruptos. Llevan mucho tiempo construyendo colectivos y abogando y luchando por ser visibles. No quiero hacer un trabajo documental, pero tampoco quiero que estas mujeres desaparezcan. Mi pieza trata sobre la visibilidad".
Ha citado como una influencia importante al novelista nigeriano Amos Tutuola, quien es conocido por incorporar elementos del folclore yoruba en sus obras.
La investigación que Okpokwasili completó para Poor People's TV Room también sirvió de base para Sitting on a Man's Head, una obra que la artista presentó en la Bienal de Berlín de 2018.

## Premios y honores
Okpokwasili ha recibido varios Bessie Awards por sus actuaciones, incluso por obras que ella misma ha escrito y desarrollado. En 2018, fue nombrada MacArthur Fellow, un prestigioso "premio al genio" destinado a permitir a los destinatarios desarrollar aún más su talento.

### Residencias
- 2013: Beca de coreografía de la Fundación para las Artes de Nueva York
- 2013: Artista invitada en la Escuela de Diseño de Rhode Island con Ralph Lemon[2]
- 2014-15: Programa de Vida Extendida del Consejo Cultural del Bajo Manhattan
- 2016: Subvención de capital creativo
- 2015–17: Artista comisionada por Randjelovic/Stryker en New York Live Arts